# Kaptein

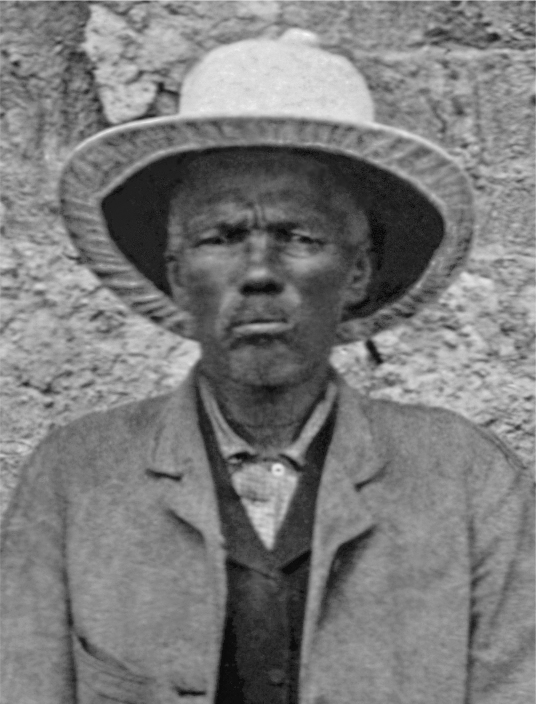
Kaptein Hendrik Witbooi (ca. 1830–1905)

Kaptein (deutsch Kapitän) ist die Amtsbezeichnung für traditionelle Führer einiger nicht-souveräner Volksgruppen, Clans bzw. Stammesgebiete in Namibia. Heute werden noch die Nama von Kapteinen geführt, die noch immer eine wichtige Rolle im sozialen Leben der Volksgruppe spielen.
Vor der Unabhängigkeit Namibias waren die Kapteine Führer der verschiedenen, teilweise autonomen Homelands in Südwestafrika und nahmen die höchste Position in der Autonomieverwaltung ein. Seit der Unabhängigkeit Namibias werden einzig die Kapteine der Rehoboth Baster nicht mehr als traditionelle Gesellschaft gesehen; der „Rehobother Basterrat“ wurde dementsprechend offiziell aufgelöst. Die Rehoboth Baster sind jedoch Mitglied der Unrepresented Nations and Peoples Organization (UNPO).

## Gesetzlicher Status in Namibia
Die Verfassung Namibias von 1990 räumt den traditionellen Führern, Stammes- und Sippenhäuptern aus Erblinien sowie traditionell ermittelten oder demokratisch gewählten Führern einen festen Platz im politischen System Namibias ein. Damit wird der multikulturellen und vielschichtigen Bevölkerung des Landes Rechnung getragen. Heute (Stand November 2022) gibt es 55 vom Präsidenten anerkannte traditionelle Führer, zu denen auch die Kapteine zählen.